# Evacanthus rostagnoi
Evacanthus rostagnoi är en insektsart som beskrevs av Picco 1921. Evacanthus rostagnoi ingår i släktet Evacanthus och familjen dvärgstritar. Inga underarter finns listade i Catalogue of Life.